# 自由ソフトウェアの代替用語
オープンソース、FOSS、FLOSSなど、自由ソフトウェアの代替用語は、1990年代後半以降、自由ソフトウェアユーザーの間で繰り返し話題になっている。これらの用語は、ほぼ同じライセンス基準と開発慣例を共有している。
1983 年、リチャード・ストールマンは自由ソフトウェア運動を立ち上げた。また、この運動を推進し、独自の定義を公開するためにフリーソフトウェア財団を設立した。その後、Debianフリーソフトウェアガイドラインなど、他の人々による自由ソフトウェアの別の定義も登場した。1998 年、ブルース・ペレンズとエリック・レイモンドはオープンソースソフトウェアの普及を目指す運動を開始し、ストールマンとは異なる目標と哲学を掲げるOpen Source Initiativeを設立した。

## 用語

### 自由ソフトウェア (free software)
1950年代から1990年代のソフトウェア文化の中で、現在では区別されているパブリックドメインソフトウェア、フリーウェア、シェアウェア、FOSSという概念を組み合わせたものとして、「free software」という用語が学界や愛好家、ハッカーによって生み出された。
1983年にリチャード・ストールマンが「free software」という用語を採用した当時、この用語はいくつかの種類のソフトウェアを説明するために曖昧に使用されていた。1986年2月、リチャード・ストールマンは、現在は廃刊となっているFSFの『GNU Bulletin』で『自由ソフトウェアの定義（英: The Free Software Definition）』を発表し、「free software」を、ほとんどまたは全く制限なく使用、研究、変更、再配布できるソフトウェア、つまり4つの基本的な自由を満たすソフトウェアとして正式に定義した。フリーソフトウェア財団（FSF）が採用したリチャード・ストールマンの「free software」の定義は、「free software」を価格ではなく自由の問題として定義しており、これはパブリックドメインソフトウェアのエコシステムに触発されている。この文書の出典はGNUプロジェクトのウェブサイトの哲学セクションにあり、そこでは日本語を含む多くの言語で公開されている。
なお、「free software」の邦訳について、以前までGNU公式ウェブサイトでは「フリーソフトウェア」という語が使われていたが、2012年ごろを境に「自由ソフトウェア」に置き換えられており、現在では「自由ソフトウェア」という訳語が推奨されている。また、ストールマンは来日した際、言葉の曖昧さを避けるために「free」ではなく「自由」という言葉を使ってほしいと述べている。

### オープンソースソフトウェア
1998 年、「オープンソースソフトウェア (英: open-source software)」(略称:OSS) という用語が「free software」の代替として作られた。新しい用語が提案された理由はいくつかある。一つには、自由ソフトウェアコミュニティのグループは、フリーソフトウェア財団が自由ソフトウェアという概念を宣伝する姿勢を「道徳的で挑戦的」だと感じていたということが挙げられる。この姿勢は、「free software」という用語に関連している。さらに、「free」という単語が持つ「自由」と「無償」という二つの意味の曖昧さが、ビジネスでの採用を阻むと考えられていた。また、「free software」という用語の使用法が歴史的に曖昧であることも問題であった。1998 年にカリフォルニアで行われた会議で、「オープンソースソフトウェア」という用語は、トッド・アンダーソン、ラリー・オーガスティン、ジョン・ホール、サム・オックマン、クリスティン・ピーターソン、エリック・レイモンドによって選ばれた。この会議にリチャード・ストールマンは招待されていなかった。この会議は、Netscape が 1998 年 1 月に Navigator (Mozilla として) のソースコードリリースを発表したことを受けて企画された。会議の参加者は「オープンソース」を「free software」の「代替ラベル」と表現し、その後まもなく、「自由ソフトウェアのマーケティングプログラム」の一環としてこの用語を宣伝するために、エリック・レイモンド とブルース・ペレンズによって Open Source Initiative が設立された。オープンソースの定義 は、特定のソフトウェアライセンスがオープンソースソフトウェアを標榜するにふさわしいかどうかを判断するためにOpen Source Initiative によって使用されている。この定義は、ブルース・ペレンズが主に執筆および修正した Debianフリーソフトウェアガイドラインに基づいている。ペレンズは、フリーソフトウェア財団の自由ソフトウェアの4つの自由に基づいてこれを執筆したわけではない。OSI によると、ストールマンは当初、オープンソースという用語を採用することを検討していたという。
1990 年代の終わりには、「オープンソース」という用語は、インターネット・バブルとオープンソースソフトウェア主導の Web 2.0 の文脈で、メディアで大きな注目を集め、ソフトウェア業界でも受け入れられるようになった。たとえば、デューク大学の学者クリストファー・M・ケルティは、1998 年以前の自由ソフトウェア運動は断片的であり、「対照的に、オープンソースという用語は、それらすべてを1つの運動に包含しようとした」と述べている。「オープンソース」という用語は、オープンソース運動の一部としてさらに広まり、オープンコンテント、オープンソースハードウェア、オープンナレッジ運動など、多くの後継運動に影響を与えた。2000 年頃、「オープンソース」の成功により、以前の「free software」という用語、運動、およびそのリーダーであるストールマンが「忘れ去られつつある」と複数のジャーナリストが報じた。これに対して、ストールマンと FSF は「オープンソースソフトウェア」という用語に反対し、それ以来「free software」という用語を推進してきた。ストールマンと FSF が「オープンソースソフトウェア」という用語を拒否したため、用語は分裂している。たとえば、2002 年の欧州連合の調査では、FOSS 開発者の 32.6% がオープンソースソフトウェア、48% が自由ソフトウェアに共感し、19.4% だけがどちらともいえない、またはその中間であると回答している。FOSSエコシステムでは、「free software」と「オープンソースソフトウェア」の両方の用語に賛同者と批判者がいるため、統一用語が提案されている。これには、「software libre (またはlibre software)」、「FLOSS」(free/libre and open-source software)、「FOSS (またはF/OSS)」(free and open-source software) などがある。

### FOSS と F/OSS
前述の背景があり、「Free and open-source software（自由かつオープンソースのソフトウェア）」（略してFOSS、稀にF/OSS）という用語が使われることもある。2002 年 2 月には、「F/OSS」という用語が Amiga コンピュータゲーム専用の Usenet ニュースグループにて使われている。また、2002 年初頭、MITRE は、後に 2003 年の報告書『Use of Free and Open-Source Software (FOSS) in the U.S. Department of Defense（米国国防総省における自由かつオープンソースのソフトウェア (FOSS) の使用）』の中で FOSS という用語を使用した 。欧州連合の機関も、後に FLOSS を使用する前に FOSS という用語を使用しており 、研究者も出版物で使用している。

### Software libre、Libre Software、Libreware
「Software libre」という言葉は、おそらくもっと以前（1990年代初頭）から使われていたが、1999年に欧州委員会が『working group on libre software』を結成した際に、より広く一般に受け入れられるようになった。スペイン語とフランス語から借用された「libre」という言葉は、「自由」を意味する。これにより、英語の「free」という単語の「自由」と「無償」の曖昧さが回避される。

### FLOSS
FLOSSという語は、2001年にリシャブ・アイエル・ゴーシュによって「free/libre and open-source software」の頭字語として使用された。その年の後半、欧州委員会（EC）は、このトピックに関する研究に資金を提供する際にこのフレーズを使用している。
曖昧さの問題を解決することを目的とした「libre software」とは異なり、「FLOSS」は、「自由ソフトウェア」と呼ぶべきか、「オープンソースソフトウェア」と呼ぶべきかという議論で中立の立場を取ることを目的としていた。
この用語の支持者は、FLOSS の頭字語の一部が他の言語に翻訳可能であることを指摘している。たとえば、「F」は英語の free やドイツ語の frei を指し、「L」はスペイン語やフランス語の libre 、ポルトガル語の livre 、イタリア語の libero などを表す。ただし、これらの言語では「自由」を意味する単語が、英語の free のように「無料」との曖昧さを持たないため、FLOSS という用語は英語以外の公式文書ではあまり使用されていない。
2004年末までに、FLOSSという語は南アフリカ、スペイン、ブラジルが発行した公式の英語文書で使用されている。他の学者や機関もこれを使用している。
リチャード・ストールマンは、オープンソースと自由ソフトウェアのどちらの陣営にも与しない場合に、両方を指すFLOSSという用語を使うことを勧めている。
また、ストールマンは「unfettered software」という用語が適切で曖昧さのない代替語になり得ると示唆しているが、「free software」という用語にはすでに大きな支持があり、多くの努力が注がれてきたため、それを推進するつもりはない。
「FLOSS」という用語を用いることは逆効果であり、響きも馬鹿げているという批判がある。たとえば、Open Source Initiative の共同創設者であるエリック・レイモンド氏は、2009 年に次のように述べている。

私の推測では、人々は「オープンソース」や「free software」を選ぶことで、何らかのイデオロギー的なコミットメントをすることになると考えているようだ。まあ、「free software」という用語に関連する大きなマーケティング上の失策を避けるために「オープンソース」を広めた立場から言えば、「free software」は「FLOSS」よりはまだマシだと思う。誰か、この哀れな頭字語を葬り去って、私たちをこの苦しみから解放してくれないか。

レイモンドはプログラマーのリック・モーエンの次の言葉を引用している。

「デンタルフロスと紛らわしい、ひどく不幸にも分かりにくい頭字語を採用する人を、私はどうしても真剣に受け止めることができない」「前提知識として、自由ソフトウェアとオープンソースの両方を理解していなければ、どちらの用語も意味をなさない」

## 所有権と添付物
「Free software」など、これらの用語は商標登録されていない。OSI のブルース・ペレンズは、米国で OSI のサービスマークとして「オープンソース」を登録しようとしたが、関連する商標の特定性の基準を満たさなかった。OSI は「OSI Certified」の商標を主張し商標登録を申請したが、書類手続きを完了しなかった。米国特許商標庁は、これを「放棄」としている。
「自由ソフトウェア」という用語はFSFの定義に基づいており、「オープンソースソフトウェア」という用語はOSIの定義に基づいている。一方、その他の用語は特定のグループによって主張されていない。FSFとOSIの定義は表現こそ異なるものの、それらが対象とするソフトウェアの範囲はほとんど同じであるを。
すべての用語は互換的に使用されており、どの用語を選ぶかは主に政治的な理由（特定のグループを支持したい場合）や、実際的な理由（最も明確な表現を選びたい場合）に左右される。
自由ソフトウェアとオープンソースの主な違いは、その哲学にある。フリーソフトウェア財団によれば、「ほぼすべてのオープンソースソフトウェアは自由ソフトウェアである。この二つの用語はほぼ同じ種類のソフトウェアを指すが、根本的に異なる価値観に基づく視点を表している。」

## ライセンス
用語の選択は、どのライセンスが有効か、または各陣営で使用されるかにほとんど影響を与えないが、推奨される用語は異なる場合がある。少なくとも GPLv3 がリリースされるまでは、GPLv2 の使用により、オープンソース陣営と自由ソフトウェア陣営は団結していた。これらの用語で参照されるソフトウェアの大部分は、少数のライセンスの下で配布されており、それらは各用語の事実上および法律上の守護者によって明確に受け入れられている。ソフトウェアの大部分は、パーミッシブ・ライセンス（BSDライセンス、MITライセンス、Apacheライセンス）、またはコピーレフトライセンス（GNU General Public License v2、v3、GNU Lesser General Public License、Mozilla Public License）のいずれかに該当する。
フリーソフトウェア財団と Open Source Initiative は、それぞれ自由ソフトウェアとオープンソースソフトウェアの定義に準拠していると認めるライセンスのリストを公開している。 Open Source Initiative はほぼすべての自由ソフトウェアライセンスをオープンソースとみなしており、これには FSF の主要な 3 つのライセンスである GPL、LGPL、AGPLの最新バージョンが含まれる。
これら 2 つの組織以外にも、ライセンスやライセンス問題に関する推奨事項やコメントを公開している FOSS 組織は数多く存在する。Debian プロジェクトは、特定のライセンスが Debianフリーソフトウェアガイドラインに準拠しているかどうかについてアドバイスを提供している。Debian は「承認済み」ライセンスのリストを公開していないが、ディストリビューションで許可されたソフトウェアのライセンスを確認することで、その判断を追跡できる。さらに、Fedora Projectは、フリーソフトウェア財団（FSF）、Open Source Initiative（OSI）、レッドハット法務部門との協議に基づき、Fedora 向けの承認済みライセンスのリストを提供している。また、BSD、Apache、Mozilla Foundation も、それぞれライセンスに関して独自の見解を持っている。

### パブリックドメインソフトウェア
オープンソースなどの用語に該当するものの、ライセンスを持たないソフトウェアも存在する。ソースコードがパブリックドメインにあるソフトウェアである。このようなソフトウェアの使用は著作権によって制限されないため、自由ソフトウェアにするために自由ソフトウェアライセンスは必要ない。ただし、すべての国で同じ形式の「パブリックドメイン」体制が採用されているわけではなく、作品や著者の権利をパブリックドメインに提供できない場合もある。
さらに、配布者がソフトウェアがパブリックドメインにリリースされていることを確認するには、通常、これを確認する書面が必要となる。したがって、ライセンスがなくても、著作権やその他の排他的権利がないことを記した書面（権利放棄または反著作権通知）が存在することが多く、これがライセンスの代替と見なされることがある。また、権利放棄とライセンスが混在する形式、たとえばパブリックドメイン風ライセンスの CC0 や Unlicense もあり、権利放棄が無効になった場合の代わりとして、パーミッシブ・ライセンスが用意されている。

## 英語圏における非英語用語
インドの一部の地域の自由ソフトウェアコミュニティでは、「swatantra software」という用語が使われることがある。これは、「swatantra」という用語がサンスクリット語で「自由」を意味するためである。英語が共通語ではあるが、サンスクリット語はヒンディー語を含むインドのすべてのインド・ヨーロッパ語族の祖先である。フィリピンでは、「malayang software」という語が使用されることがある。「libre」という単語はフィリピン語に存在し、スペイン語から来ているが、英語の「free」という単語と同じように、「無償」と「自由」の曖昧さを持っている。